# Chór Konkatedralny w Ostrowie Wielkopolskim
Chór Konkatedralny w Ostrowie Wielkopolskim – mieszany chór działający w parafii św. Stanisława Biskupa w Ostrowie Wielkopolskim. Kościół decyzją papieża Jana Pawła II w 1992  został podniesiony do tytułu konkatedry, na mocy tej decyzji chór otrzymał miano chóru konkatedralnego.

## Historia chóru
Powstał w 1888 z inicjatywy Jana Dwornika. Pierwszym jego dyrygentem był Tomasz Bartkiewicz. W 1931  chór przyjmuje za swojego patrona św. Grzegorza, zaś funkcję organisty pełnił Michał Osowski. Następnie chórem kierowali: ks. Józef Orszulik (1945–1948), Kazimierz Urbaniak (organista i dyrygent w latach 1948–1986), Jadwiga Jankielewicz (1986–1988). Po wieloletniej przerwie chór wznowił działalność w 1996. Dyrygentem została wtedy i jest nim do dziś Magdalena Nowicka.
Oprócz oprawy wokalnej świąt i uroczystości chór brał udział w licznych zjazdach i przeglądach chórów kościelnych. Śpiewał m.in. w bazylice św. Krzyża w Warszawie, w sanktuarium św. Józefa w Kaliszu, w sanktuarium maryjnym na Pólku pod Bralinem i w wielu innych miejscach. Wiele uroczystości transmitowanych było przez Telewizję Trwam, a także w 1999 roku transmitowano mszę św. w Telewizji Polonia.
Od 2002 chór jest członkiem Związku Chórów Kościelnych Diecezji Kaliskiej.
We wrześniu 2008 chór zdobył wyróżnienie I Diecezjalnego Przeglądu Chórów Kościelnych w Kaliszu.
Chór aktywnie uczestnicy w życiu parafii, koncertuje w wielu ostrowskich kościołach, a także na terenie całej diecezji kaliskiej.
Od 2015 opiekunem chóru jest ks. Mateusz Setecki – członek chóru w latach 1996–2002.